# Plan épargne retraite
Le plan d'épargne retraite (PER) est un produit d'épargne français créé pour favoriser la constitution de capitaux retraite, introduit par la loi relative à la croissance et la transformation des entreprises, votée le 22 mai 2019.

## Dispositifs
Plusieurs produits d'épargne retraite coexistent en France :
- Plan d'épargne retraite individuel (PER)
- Plan d'épargne retraite entreprise (Pere)
- Plan d'épargne retraite d'entreprise collectif (Pereco)
- Plan d'épargne retraite d'entreprise obligatoire (Pero)
- Plan d'épargne retraite populaire (Perp)
- Plan d'épargne retraite collectif (Perco)
- Régimes Préfon, Corem et CGOS

## Avantages
Ce qui distingue particulièrement les anciens et les nouveaux contrats retraite réside dans les modalités de sortie : le principe était que la sortie se faisait en rente sur ces anciens dispositifs pour répondre à ce besoin de retraite complémentaire. Désormais, avec le PER, l’épargnant aura le choix quant aux modalités de sortie : en rente, en capital unique ou fractionné, ou un mix des deux.
Il est également important de noter que ce placement est transférable d’un gestionnaire à un autre. La sortie du produit ne peut avoir lieu qu'une fois atteint l'âge légal de la retraite (62 ans en principe), mais elle peut être décalée après votre fin d’activité, jusqu’à la date maximale prévue au contrat.
Le PER offre la possibilité de déduire les versements de ses revenus imposables, mais il convient de noter que ces revenus seront soumis à l'imposition lors de leur retrait, que ce soit de manière anticipée ou à la retraite. La stratégie de la sortie en capital fractionnée, possible avec ce nouveau PER, vise à minimiser l'impact fiscal lors du retrait en évitant de passer dans une tranche d'imposition supérieure.
Le déblocage anticipé est réalisable dans certains cas prévus par le législateur : 
- Invalidité (vous, vos enfants, votre époux ou épouse ou votre partenaire de Pacs)
- Décès de votre époux ou épouse ou de votre partenaire de Pacs
- Expiration de vos droits aux allocations chômage
- Surendettement (dans ce cas, c'est la commission de surendettement qui doit faire la demande)
- Cessation d'activité non salariée à la suite d'un jugement de liquidation judiciaire
- Acquisition de la résidence principale (sauf pour les droits issus de versements obligatoires).

Pour faire ce type de demande, il faudra envoyer un courrier recommandé à votre assureur avec le justificatif de votre demande, un justificatif d'identité et un relevé d'identité bancaire.

## Un seul contrat pour tous les dispositifs
Le fonctionnement du nouveau PER se veut plus simple et remplace les enveloppes existantes sous un seul et même produit.
En effet, l’épargnant pourra se constituer un PER, en versant soit :
- par l'intermédiaire de son entreprise sur un plan épargne retraite entreprise collectif (PERECO), correspondant à l’actuel PERCO ;
- ou, toujours via son entreprise sur un plan épargne entreprise obligatoire (PERO), remplaçant le régime actuel dit de l'article 83 ;
- ou à titre personnel en versant sur un PER individuel (PERIN), regroupant lui les actuels PERP et contrat Madelin, ou encore PREFON pour les fonctionnaires.

Par contre, les calculs des avantages fiscaux et sociaux, et mécanismes de déduction, restent identiques au niveau des cotisations.

## Un dispositif d'épargne multi-support
Le PER est un dispositif d'épargne répondant à des objectifs d'investissement à long terme, en particulier pour les jeunes actifs. À ce titre, il donne accès à un large éventail de supports d'investissement. Les supports accessibles varient selon le type de PER. 
Le PER individuel se décline sous 2 types :
- un PER assurantiel,
- un PER bancaire (ou compte-titres).

Les PER assurantiels sont gérés par des assureurs. Ils permettent une allocation des encours analogue à celle possible au sein d'une assurance vie. L'épargnant peut diversifier son capital sur différents types de supports :
- des fonds en euros,
- des unités de compte (UC), lesquelles regroupent différents placements :
  - OPCVM – tels que SICAV, FCP, fonds indiciels (trackers / ETF),
  - produits ou fonds immobiliers (SCI, SCPI, OPCI),
  - autres fonds diversifiés.

Le PER bancaire propose un fonctionnement analogue à celui d'un compte-titres. L'épargnant a la possibilité d'y loger des fonds, mais également des actions détenues en direct.

## Anciens contrats et transferts
Depuis le 1er octobre 2020, il n'est plus possible d'ouvrir des dispositifs anciens tels que PERP, Madelin ou article 83. Les transferts entre contrats ancienne génération restaient également possibles jusqu'à cette date.
En revanche, ces anciennes enveloppes peuvent toujours faire l'objet d'un transfert vers le nouveau PER, sans date limite.